# Bruce Kapusta

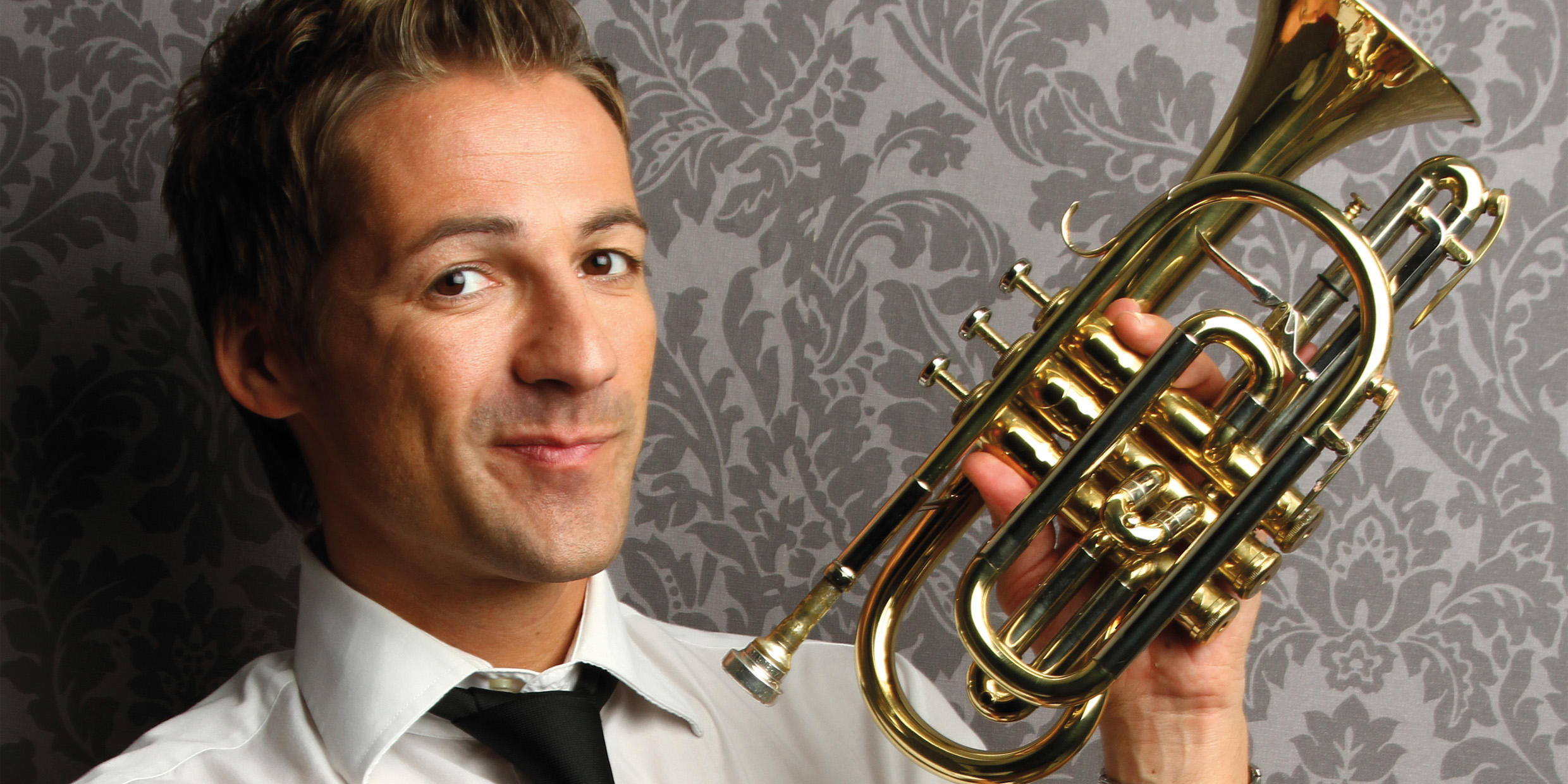
Bruce Kapusta (2010)

Bruce Kapusta (* 14. August 1974 in Köln, Deutschland) ist ein deutscher Trompeter und Entertainer.

## Leben
Auf einem  Kornett lernte er als Kind Trompete spielen. Er begann eine professionelle Ausbildung auf der Trompete und damit eine Karriere als Musiker und Entertainer.
Seine Arbeit als Anlagenelektroniker gab er auf. Kapusta ging mit Star-Tenor Peter Hofmann auf Tournee und kam als Special Guest zu Künstlern wie Helmut Lotti und Deborah Sasson. Für Bundespräsident Roman Herzog und Henry Maske spielte er auf der Abschiedsgala, ebenso auf der Deutschland, dem Schiff der ZDF-Serie „Das Traumschiff“. Seit 1997 kennt man ihn als Studiogast in Funk und Fernsehen und bei den großen TV-Unterhaltungsshows.
Seit 1995 ist er als „der Clown mit seiner Trompete“ beim Karneval vertreten. Bei der Saisoneröffnung 2024/2025 kündigte er seinen Rückzug von der Karnevalsbühne an.

## Werke
- Oh mein Papa (Maxi-CD – 1997)
- Fly to the Sky (Audio-CD – 1998)
- Music is life (Audio-CD – 1999)
- Clown-Träumerei (Audio-CD – 2000)
- Romanze (Audio-CD – 2000)
- Weihnachtsmelodien (Audio-CD – 2001)
- Dä Clown für Üch (Audio-CD – 2004)
- Party-Hits Non-Stopp (Audio-CD – 2005)
- Ohne Dich! ... ging's mir besser (Maxi-CD – 2005)
- Kölle Alaaf (Audio-CD – 2006)
- Der kleine Elefant (Maxi-CD – 2006)
- Festliche Weihnachtsmelodien (Audio-CD – 2007)
- Kölsch Klassische Weihnacht (Audio-CD – 2007)
- Bella Colonia (Audio-CD – 2011)
- Singe un Laache (Audio-CD – 2011)